# Crew Return Vehicle
 (avril 2025).
Pour les articles homonymes, voir CRV.

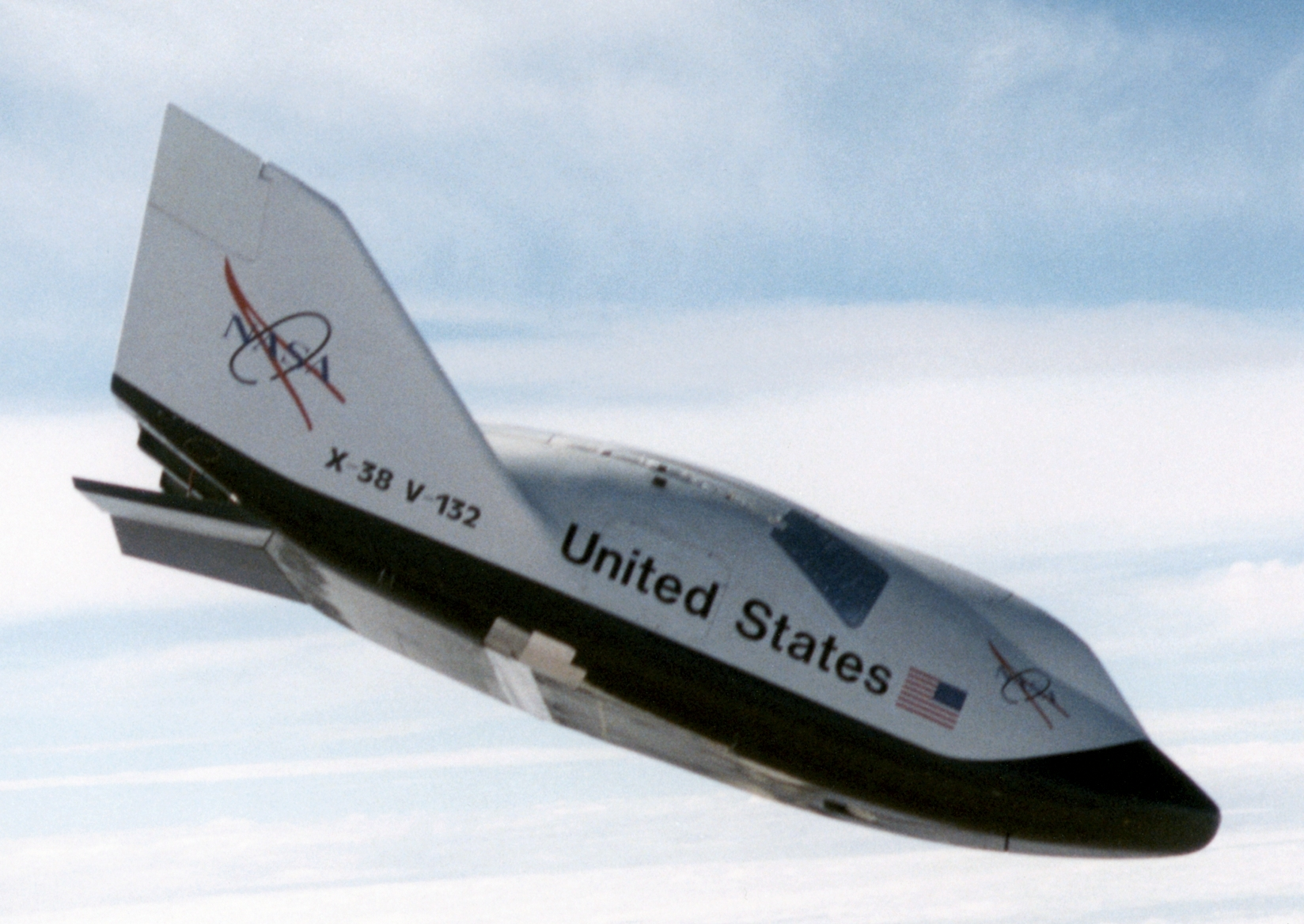
Le X-38, prototype du CRV, au cours d'un vol atmosphérique.

Le Crew Return Vehicle (CRV) est un projet de vaisseau spatial de la NASA spécifiquement étudié pour l'évacuation en cas d'urgence de l'équipage de la Station spatiale internationale. Un grand nombre de propositions sont étudiées à compter des années 1990 allant parfois jusqu'au développement de démonstrateurs comme le corps portant X-38 mais aucune de ces propositions n'aboutit pour des raisons financières. Le dernier projet lancé en 2010 porte sur le développement d'une version du vaisseau Orion destinée au rapatriement de l'ensemble de l'équipage. Depuis les débuts de la Station spatiale internationale, le vaisseau Soyouz joue ce rôle. Deux vaisseaux Soyouz sont en permanence amarrés pour permettre l'évacuation des six membres de l'équipage permanent de la station.

## L'apparition du besoin
Dans la version initiale de la Station spatiale internationale, un local est prévu pour servir de refuge à l'équipage en cas d'accident (dépressurisation...) en attendant l'évacuation par une navette spatiale mise en orbite à cet effet. L'accident en 1986 de la navette Challenger remet en question ce scénario. Les responsables du projet optent pour l'amarrage permanent d'un vaisseau à la Station spatiale qui est réservé à l'évacuation de l'équipage. Ce véhicule spatial doit permettre de :
- ramener l'équipage au sol lorsqu'aucun autre véhicule - Soyouz, navette spatiale - n'est disponible, c'est-à-dire amarrée à la station ;
- permettre l'évacuation rapide de la Station en cas de problème majeur ;
- réaliser une évacuation partielle de l'équipage en cas d'urgence médicale.